# Collegio elettorale di Pozzuoli (Camera dei deputati)
Il collegio di Pozzuoli fu un collegio elettorale uninominale della Repubblica Italiana per l'elezione della Camera dei deputati. Apparteneva alla circoscrizione Campania 1 e fu utilizzato per eleggere un deputato nella XII, XIII e XIV legislatura.
Venne istituito nel 1993 con la cosiddetta Legge Mattarella (Legge n. 277, Nuove norme per l'elezione della Camera dei deputati), attuata in seguito al referendum abrogativo del 1993. La legge istituì per la Camera dei deputati e per il Senato della Repubblica un sistema di elezione misto, in parte maggioritario e in parte proporzionale. Il 75% dei parlamentari dell'assemblea veniva eletto in collegi uninominali tramite sistema maggioritario a turno unico; il restante 25% alla Camera veniva eletto tramite sistema proporzionale con liste bloccate.
Il collegio venne abolito insieme a tutti gli altri che costituivano la Camera con la promulgazione della legge elettorale successiva, la cosiddetta Legge Calderoli. Questa prevedeva un sistema proporzionale con premio di maggioranza, che alla Camera veniva attribuito a livello nazionale.

## Territorio
Il collegio di Pozzuoli era uno dei 47 collegi uninominali in cui era suddivisa la Campania e, come previsto dal D.Lgs. del 20 dicembre 1993 n. 536, era interamente compreso nella provincia di Napoli e comprendeva i seguenti comuni: Bacoli, Monte di Procida, Pozzuoli e Procida.

## Eletti
| Elezione | Elezione | Deputato                 | Partito            |
| -------- | -------- | ------------------------ | ------------------ |
|          | 1994     | Giuseppe Scotto Di Luzio | Progressisti (PRC) |
|          | 1996     | Tullio Grimaldi          | Progressisti (PRC) |
|          | 2001     | Giuseppe Gambale         | L'Ulivo (I Dem)    |

## Dati elettorali

### XII legislatura

#### Risultati proporzionale
| Coalizioni        | Coalizioni                  | Liste                                 | Liste                              | Voti   | %     |
| ----------------- | --------------------------- | ------------------------------------- | ---------------------------------- | ------ | ----- |
|                   | Progressisti                |                                       | Partito Democratico della Sinistra | 20.682 | 28,46 |
|                   | Progressisti                | Rifondazione Comunista                | 6.268                              | 8,62   |       |
|                   | Progressisti                | Federazione dei Verdi                 | 2.526                              | 3,48   |       |
|                   | Progressisti                | Alleanza Democratica                  | 1.204                              | 1,66   |       |
|                   | Progressisti                | Partito Socialista Italiano           | 1.073                              | 1,48   |       |
|                   | Progressisti                | Movimento per la Democrazia - La Rete | 673                                | 0,93   |       |
|                   | Progressisti                | Rinascita Socialista                  | 182                                | 0,25   |       |
| Totale coalizione | Totale coalizione           | 32.608                                | 44,88                              |        |       |
|                   | Polo del Buon Governo       |                                       | Forza Italia                       | 14.274 | 19,64 |
|                   | Polo del Buon Governo       | Alleanza Nazionale                    | 11.115                             | 15,29  |       |
| Totale coalizione | Totale coalizione           | 25.389                                | 34,93                              |        |       |
|                   | Patto per l'Italia          |                                       | Partito Popolare Italiano          | 4.731  | 6,51  |
|                   | Patto per l'Italia          | Patto Segni                           | 4.516                              | 6,21   |       |
| Totale coalizione | Totale coalizione           | 9.247                                 | 12,72                              |        |       |
|                   | Lista Pannella              | Lista Pannella                        | Lista Pannella                     | 2.882  | 3,97  |
|                   | Programma Italia            | Programma Italia                      | Programma Italia                   | 1.785  | 2,46  |
|                   | Unione Cristiani Riformisti | Unione Cristiani Riformisti           | Unione Cristiani Riformisti        | 410    | 0,56  |
|                   | Alleanza Meridionale        | Alleanza Meridionale                  | Alleanza Meridionale               | 158    | 0,22  |
|                   | L'Arca                      | L'Arca                                | L'Arca                             | 131    | 0,18  |
|                   | Democrazia e Rinnovamento   | Democrazia e Rinnovamento             | Democrazia e Rinnovamento          | 65     | 0,09  |
| Totale            | Totale                      | Totale                                | Totale                             | 72.675 |       |

#### Risultati uninominale
|                               | Giuseppe Scotto Di Luzio ✔️ Eletto | Progressisti                                      | 34 639 | 47,33 |  |  |  |  |  |
|                               | Enrico Chianese                    | Polo del Buon Governo (FI - AN - CCD - UDC - PLD) | 23 368 | 31,93 |  |  |  |  |  |
|                               | Francesco Paolo Iannuzzi           | Patto per l'Italia                                | 12 625 | 17,25 |  |  |  |  |  |
|                               | Giovanni Parisi                    | Lista Marco Pannella - Riformatori                | 2 557  | 3,49  |  |  |  |  |  |
| Totale                        | Totale                             | Totale                                            | 73 189 | 100   |  |  |  |  |  |
|                               |                                    |                                                   |        |       |  |  |  |  |  |
| Fonte: Ministero dell'interno |                                    |                                                   |        |       |  |  |  |  |  |

### XIII legislatura

#### Risultati proporzionale
| Coalizioni        | Coalizioni                         | Liste                                     | Liste                              | Voti   | %     |
| ----------------- | ---------------------------------- | ----------------------------------------- | ---------------------------------- | ------ | ----- |
|                   | Polo per le Libertà                |                                           | Forza Italia                       | 14.431 | 20,78 |
|                   | Polo per le Libertà                | Alleanza Nazionale                        | 11.168                             | 16,08  |       |
|                   | Polo per le Libertà                | CCD-CDU                                   | 4.956                              | 7,14   |       |
| Totale coalizione | Totale coalizione                  | 30.555                                    | 44,00                              |        |       |
|                   | L'Ulivo                            |                                           | Partito Democratico della Sinistra | 18.294 | 26,34 |
|                   | L'Ulivo                            | Popolari per Prodi (PPI-SVP-PRI-UD-Prodi) | 5.315                              | 7,65   |       |
|                   | L'Ulivo                            | Federazione dei Verdi                     | 1.976                              | 2,85   |       |
|                   | L'Ulivo                            | Rinnovamento Italiano                     | 1.913                              | 2,75   |       |
| Totale coalizione | Totale coalizione                  | 27.498                                    | 39,59                              |        |       |
|                   | Progressisti                       |                                           | Rifondazione Comunista             | 7.939  | 11,43 |
|                   | Movimento Sociale Fiamma Tricolore | Movimento Sociale Fiamma Tricolore        | Movimento Sociale Fiamma Tricolore | 1.330  | 1,92  |
|                   | Lista Pannella - Sgarbi            | Lista Pannella - Sgarbi                   | Lista Pannella - Sgarbi            | 978    | 1,41  |
|                   | Partito Socialista                 | Partito Socialista                        | Partito Socialista                 | 531    | 0,76  |
|                   | Democrazia Sociale                 | Democrazia Sociale                        | Democrazia Sociale                 | 518    | 0,75  |
|                   | Sviluppo - Legalità                | Sviluppo - Legalità                       | Sviluppo - Legalità                | 96     | 0,14  |
| Totale            | Totale                             | Totale                                    | Totale                             | 69.445 |       |

#### Risultati uninominale
|                               | Tullio Grimaldi ✔️ Eletto | Progressisti        | 30 518 | 45,04 |  |  |  |  |  |
|                               | Pasquale Bianchi          | Polo per le Libertà | 30 478 | 44,99 |  |  |  |  |  |
|                               | Pietro Visone             | Fiamma Tricolore    | 4 357  | 6,43  |  |  |  |  |  |
|                               | Antonio Pasquale Massa    | Democrazia Sociale  | 2 398  | 3,54  |  |  |  |  |  |
| Totale                        | Totale                    | Totale              | 67 751 | 100   |  |  |  |  |  |
|                               |                           |                     |        |       |  |  |  |  |  |
| Fonte: Ministero dell'interno |                           |                     |        |       |  |  |  |  |  |

### XIV legislatura

#### Risultati proporzionale
| Coalizioni        | Coalizioni              | Liste                                 | Liste                   | Voti   | %     |
| ----------------- | ----------------------- | ------------------------------------- | ----------------------- | ------ | ----- |
|                   | Casa delle Libertà      |                                       | Forza Italia            | 23.887 | 33,71 |
|                   | Casa delle Libertà      | Alleanza Nazionale                    | 8.087                   | 11,41  |       |
|                   | Casa delle Libertà      | CCD-CDU                               | 1.630                   | 2,30   |       |
|                   | Casa delle Libertà      | Nuovo PSI                             | 1.031                   | 1,45   |       |
| Totale coalizione | Totale coalizione       | 34.635                                | 48,87                   |        |       |
|                   | L'Ulivo                 |                                       | Democratici di Sinistra | 13.525 | 19,09 |
|                   | L'Ulivo                 | La Margherita (Dem - PPI - RI- UDEUR) | 7.633                   | 10,77  |       |
|                   | L'Ulivo                 | Il Girasole (FdV - SDI)               | 3.012                   | 4,25   |       |
|                   | L'Ulivo                 | Comunisti Italiani                    | 1.940                   | 2,74   |       |
| Totale coalizione | Totale coalizione       | 26.110                                | 36,85                   |        |       |
|                   | Rifondazione Comunista  | Rifondazione Comunista                | Rifondazione Comunista  | 4.258  | 6,01  |
|                   | Lista Di Pietro         | Lista Di Pietro                       | Lista Di Pietro         | 2.682  | 3,78  |
|                   | Lista Pannella - Bonino | Lista Pannella - Bonino               | Lista Pannella - Bonino | 1.142  | 1,61  |
|                   | Democrazia Europea      | Democrazia Europea                    | Democrazia Europea      | 1.051  | 1,48  |
|                   | Fiamma Tricolore        | Fiamma Tricolore                      | Fiamma Tricolore        | 640    | 0,90  |
|                   | Forza Nuova             | Forza Nuova                           | Forza Nuova             | 161    | 0,23  |
|                   | Paese Nuovo             | Paese Nuovo                           | Paese Nuovo             | 100    | 0,14  |
|                   | Abolizione scorporo     | Abolizione scorporo                   | Abolizione scorporo     | 86     | 0,12  |
| Totale            | Totale                  | Totale                                | Totale                  | 70.865 |       |

#### Risultati uninominale
|                               | Giuseppe Gambale ✔️ Eletto | L'Ulivo            | 33 325 | 47,08 |  |  |  |  |  |
|                               | Ermanno Cossiga            | Casa delle Libertà | 31 196 | 44,08 |  |  |  |  |  |
|                               | Sergio Russo               | Lista Di Pietro    | 3 098  | 4,38  |  |  |  |  |  |
|                               | Salvatore Di Matteo        | Fiamma Tricolore   | 1 612  | 2,28  |  |  |  |  |  |
|                               | Fulvio Di Dio              | Lista Emma Bonino  | 1 548  | 2,19  |  |  |  |  |  |
| Totale                        | Totale                     | Totale             | 70 779 | 100   |  |  |  |  |  |
|                               |                            |                    |        |       |  |  |  |  |  |
| Fonte: Ministero dell'interno |                            |                    |        |       |  |  |  |  |  |